# Éric Deflandre
Éric Deflandre (2 d'agost de 1973) és un exfutbolista belga.

## Selecció de Bèlgica
Va formar part de l'equip belga a la Copa del Món de 1998.